# (5019) Erfjord
(5019) Erfjord (1979 MS6) – planetoida z pasa głównego asteroid okrążająca Słońce w ciągu 3,78 lat w średniej odległości 2,43 j.a. Została odkryta 25 czerwca 1979 roku przez dwójkę amerykańskich astronomów – Eleanor F. Helin i Scheltea J. Bus.